# Andalskären
Andalskären är en ö i Finland. Den ligger i Finska viken och i kommunen Hangö i den ekonomiska regionen  Raseborg i landskapet Nyland, i den sydvästra delen av landet. Ön ligger omkring 120 kilometer väster om Helsingfors. Andalskären ligger 7 meter över havet.
Öns area är 2,2 hektar och dess största längd är 260 meter i nord-sydlig riktning. Närmaste större samhälle är Hangö, 4,7 km nordväst om Andalskären.